# Imreish
Imreish, en arabe : امريش,  est un village du gouvernorat de Hébron en Palestine, situé à 11 km au sud-ouest de Hébron, au sud-ouest de la Cisjordanie.
Selon le recensement du bureau central palestinien des statistiques, la localité compte une population de 2 208 habitants en 2017.